# Langensalza-érem

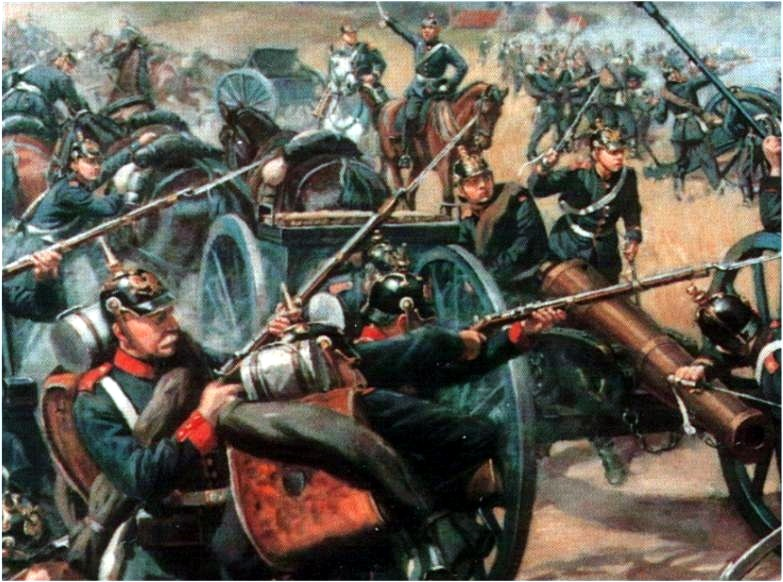
Festmény a langensalzai csatáról

A Langensalza-érem (németül: Langensalza-Medaille) egy hannoveri katonai kitüntetés volt, amelyet az 1866. június 27-én vívott langensalzai csata résztvevőinek adományoztak. A porosz–osztrák–olasz háború részeként lezajló összecsapásban a hannoveri hadsereg legyőzte a poroszokat, de a kilátástalan helyzetben V. György király két nappal később letette a fegyvert.

## Története
Az 1866-os porosz–osztrák–olasz háborúban a Hannoveri Királyság Ausztria szövetségeseként vett részt. A 19 000 főt számláló hannoveri hadsereg igyekezett összeköttetést teremteni a szövetséges bajor hadakkal, a poroszok pedig négy hadoszlopra osztott 40 000 katonával törtek be az országba. 1866. június 27-én Langensalza város mellett az Eduard von Flies altábornagy vezette 9000 főnyi porosz had csapott össze a kétszeres túlerőben lévő hannoveriekkel. Bár az Alexander von Arentschildt által vezetett hannoveriek jelentős győzelmet arattak von Flies hadai felett, a közeledő  porosz hadtestek elől  vissza kellett vonulniuk, nem egyesülhettek a bajorokkal. A Harz-hegységgel a hátukban a hannoverieknek nem maradt mozgási lehetőségük, ezért 29-én György király Nordhausenben megadta magát a poroszoknak. A vereség következményeként a Hannoveri Királyság megszűnt, György király száműzetésbe vonult, 1866. szeptember 20-án Poroszország hivatalosan is annektálta a királyságot.
V. György már a száműzetésben, 1866. július 30-án alapította meg a Langensalza-érmet mindazon katonái számára, akik bátran, de hiábavalóan küzdöttek a poroszok ellen. Az érmet Heinrich Jauner osztrák vésnök alkotta meg, a gyártás Bécsben történt, mintegy 16000 példányt készítettek. A porosz haderőbe átvett hannoveri katonák számára engedélyezték a viselését. Az emlékérmet még évtizedekkel a csata után is adományozták a veteránoknak, György király halála után fia, Ernő Ágost királyi herceg is adott át Langensalza-érmeket.

## A kitüntetés leírása
36 mm átmérőjű, aranyozott bronz érem. Előlapján V. György hannoveri király balra néző profilja látható, alatta a vésnök neve. Körirata:  GEORG V v. G. G. KOENIG v. HANNOVER (V. György, Isten kegyelméből Hannover királya). A hátoldalon babérkoszorúba foglalva, három sorban elhelyezve a csata helyszíne és dátuma: LANGENSALZA 27. JUNI 1866. A tulajdonos nevét számos esetben belevésték az érem peremébe. Szalagja 35 mm széles, a Welf-ház sárga és fehér színeit viseli, a két sárga sáv 9-9 mm-es.